# Fritz Valk
Fritz Valk, in der englischen Emigration Frederick Valk (* 10. Juni 1895 in Hamburg, Deutsches Reich; † 23. Juli 1956 in London, Vereinigtes Königreich), war ein deutsch-tschechisch-britischer Schauspieler bei Bühne und Film.

## Leben und Wirken

### Die frühen Jahre in Deutschland
Valk kam ohne eine Ausbildung 1914 an das Deutsche Schauspielhaus seiner Heimatstadt Hamburg. Anschließend musste er drei Jahre lang seinen Kriegsdienst ableisten und konnte erst in der Spielzeit 1918/19 seine Theaterlaufbahn in Hamburg fortsetzen. Das nächste Engagement führte ihn von 1919 bis 1921 nach Lübeck, ehe er drei Spielzeiten lang (von 1921 bis 1924) ans Theater nach Darmstadt ging. 1924 holte ihn Leopold Jessner ans Preußische Staatstheater nach Berlin. In dieser Zeit gab Valk auch sein Filmdebüt (mit der Hauptrolle des alten Hartmann in Der Sohn der Hagar), gefolgt von einer winzigen Rolle in G. W. Pabsts Die Liebe der Jeanne Ney. 1928 kehrte Fritz Valk nach Darmstadt zurück, blieb dort aber nur eine Spielzeit und ging 1929 ans Düsseldorfer Schauspielhaus. Kurz vor der Machtübernahme der Nazis verließ Valk Deutschland und begab sich nach Prag, wo er für die Spielzeit 1932/33 ein Engagement am dortigen Deutschen Theater fand. Nach dem Einmarsch der Wehrmacht in Prag (1939) floh Valk, der inzwischen die tschechische Staatsbürgerschaft besaß, nach England.

### Emigration in England
Aufgrund dieser Tatsache wurde er bei Kriegsausbruch Anfang September 1939 auch nicht als feindlicher Ausländer interniert, sondern erhielt, nunmehr unter dem anglisierten Namen Frederick Valk, in einer Reihe von britischen Propagandafilmen die Möglichkeit, mit zum Teil winzigen Rollen Klischee-Nazis aller Arten zu spielen. Sein bekanntester Filmpart wurde jedoch 1945 der Analytiker eines bewusstseinsgespaltenen Bauchredners in der Schauergeschichte Traum ohne Ende. Anfang der 1950er Jahre kehrte Valk in alte Fahrwasser zurück und verkörperte zweimal einen pompösen Nazi, diesmal jeweils einen Lager-Kommandanten in den Kriegsstreifen Albert R.N. und Im Schatten der Zitadelle. Auch in seinen anderen britischen Film- wie auch Fernsehrollen beschränkte man Valk zumeist auf den Typus eines unheimlichen, unsympathischen oder gefährlichen Ausländers, auch wenn er seit 1947 die britische Staatsbürgerschaft besaß. Für eine Ministerrolle in der amerikanischen Musiker-Biografie Frauen um Richard Wagner kehrte Valk im Herbst 1954 nach vielen Jahren wieder nach Deutschland zurück.
Unmittelbar nach seiner Ankunft in Großbritannien setzte Valk auch seine Bühnenarbeit intensiv fort, beginnend mit Robert Ardreys Stück Thunder Rock (Spielzeit 1939/40 am Arts Theatre in London an der Seite des jungen Alec Guinness). Ab 1941 trat er immer wieder an Londons Old Vic Theatre auf. 1942 brillierte Valk dort erstmals als Shylock in Shakespeares Der Kaufmann von Venedig und wurde von der Kritik gefeiert. Im Jahr darauf erhielt er auch die Hauptrolle des Othello im gleichnamigen Shakespeare-Drama. Im Mai 1947 nahm Valk an einem Shakespeare-Monat im Savoy Theatre teil, 1949 sah man ihn am hauptstädtischen Lyric Theatre in Leo Tolstois Die Macht der Finsternis an der Seite von Stewart Granger. Ein Jahr später wiederum wirkte er in Eugene O’Neills Stück Anna Christie in einer Aufführung des Londoner Q Theatres mit. Nach weiteren Verpflichtungen an Londons Cambridge Theatre (1951) und dem Westminster Theatre (1953) ging Frederick Valk mit dem Shylock auf Tournee nach Kanada, wo er sich 1955 ausgiebig zu seiner Lieblingsrolle erklärte, nachdem der Canadian Jewish Congress wegen der angeblich antisemitischen Ausrichtung dieser Inszenierung schärfsten Protest eingelegt hatte. 1956 gab Valk seine Abschiedsvorstellung am Piccadilly Theatre in London: Dort konnte man ihn in Peter Ustinovs Stück Romanoff and Juliet an der Seite von Eric Portman sehen. Valk erhielt insgesamt viel Lob für seine Theaterarbeit: Für seine schauspielerische Leistung in Dostojewskis Die Brüder Karamasow erhielt er 1946 den Ellen Terry Award als Bester Darsteller.

## Filmografie
- 1926: Der Sohn der Hagar
- 1927: Die Liebe der Jeanne Ney
- 1939: Traitor Spy
- 1940: Night Train to Munich
- 1940: Neutral Port
- 1941: Gasbags
- 1941: This Man Is Dangerous
- 1941: Dangerous Moonlight
- 1942: The Young Mr. Pitt
- 1942: Thunder Rock
- 1943: Hotel Reserve
- 1945: Traum ohne Ende (Dead of Night)
- 1945: Latin Quarter
- 1946: Irrtum im Jenseits (A Matter of Life and Death)
- 1947: Mrs. Fitzherbert
- 1948: Königsliebe (Saraband for Dead Lovers)
- 1949: Dear Mr. Prohack
- 1951: Der Verdammte der Inseln (Outcast of the Islands)
- 1951: Der wunderbare Flimmerkasten (The Magic Box)
- 1952: Treffpunkt Moskau (Top Secret)
- 1952: Es begann in Moskau (Never Let Me Go)
- 1953: Albert R.N.
- 1953: Teufel in Blond (Bad Blonde/The Flanagan Boy)
- 1954: Im Schatten der Zitadelle (The Colditz Story)
- 1955: Frauen um Richard Wagner (Magic Fire)
- 1955: I Am a Camera
- 1956: Keiner ging an ihr vorbei (Wicked as They Come)
- 1956: Zarak Khan (Zarak)

## Hörspiele
- 1926: William Shakespeare: Ein Sommernachtstraum – Regie: Gustav Hartung (Livesendung ohne Aufzeichnung)